# 8e étape du Tour d'Espagne 2011
La 8e étape du Tour d'Espagne 2011 s'est déroulée le samedi 27 août 2011. Talavera de la Reina est la ville de départ et San Lorenzo de El Escorial est la ville d'arrivée. Il s'agit d'une étape de moyenne montagne sur 182 kilomètres.
La victoire d'étape revient à l'Espagnol Joaquim Rodríguez (Katusha), devant l'Italien Michele Scarponi (Lampre-ISD) et le Néerlandais Bauke Mollema (Rabobank). Le Français Sylvain Chavanel perd  son maillot rouge de leader au profit de Joaquim Rodríguez.

## Profil de l'étape
Si San Lorenzo de El Escorial a vu à plusieurs reprises passer le Tour d'Espagne par le passé, cette ville n'a jamais assisté à une arrivée de la Vuelta avant cette édition. La ligne d'arrivée se situe au terme d'une côté de 27 % à 28 %, tandis que quatre cols marquent le parcours : celui de Mijares (première catégorie), celui de Collado Mediano et celui de Hoyo de la Guija (deuxième catégorie), et enfin celui de San Lorenzo de El Escorial (troisième catégorie).

## Classement de l'étape
|    | Coureur               | Pays     | Équipe             | Temps | Temps           |
| -- | --------------------- | -------- | ------------------ | ----- | --------------- |
| 1  | Joaquim Rodríguez     | Espagne  | Katusha            | en    | 4 h 49 min 51 s |
| 2  | Michele Scarponi      | Italie   | Lampre-ISD         | +     | 9 s             |
| 3  | Bauke Mollema         | Pays-Bas | Rabobank           |       | 9 s             |
| 4  | Jurgen Van den Broeck | Belgique | Omega Pharma-Lotto |       | 9 s             |
| 5  | Jakob Fuglsang        | Danemark | Leopard-Trek       |       | 12 s            |
| 6  | Igor Antón            | Espagne  | Euskaltel-Euskadi  |       | 15 s            |
| 7  | Nicolas Roche         | Irlande  | AG2R La Mondiale   |       | 15 s            |
| 8  | Denis Menchov         | Russie   | Geox-TMC           |       | 15 s            |
| 9  | Daniel Martin         | Irlande  | Garmin-Cervélo     |       | 15 s            |
| 10 | Fredrik Kessiakoff    | Suède    | Astana             |       | 15 s            |

## Classement général
|    | Coureur               | Pays     | Équipe              |    | Temps            |
| -- | --------------------- | -------- | ------------------- | -- | ---------------- |
| 1  | Joaquim Rodríguez     | Espagne  | Katusha             | en | 32 h 18 min 16 s |
| 2  | Daniel Moreno         | Espagne  | Katusha             | +  | 32 s             |
| 3  | Jakob Fuglsang        | Danemark | Leopard-Trek        |    | 34 s             |
| 4  | Vincenzo Nibali       | Italie   | Liquigas-Cannondale |    | 45 s             |
| 5  | Michele Scarponi      | Italie   | Lampre-ISD          |    | 51 s             |
| 6  | Fredrik Kessiakoff    | Suède    | Astana              |    | 53 s             |
| 7  | Jurgen Van den Broeck | Belgique | Omega Pharma-Lotto  |    | 55 s             |
| 8  | Bauke Mollema         | Pays-Bas | Rabobank            |    | 49 s             |
| 9  | Sylvain Chavanel      | France   | Quick Step          |    | 1 min 00 s       |
| 10 | Maxime Monfort        | Belgique | Leopard-Trek        |    | 1 min 01 s       |

## Classements annexes

### Classement par points
|   | Cycliste          | Pays      | Équipe              | Points |
| - | ----------------- | --------- | ------------------- | ------ |
| 1 | Joaquim Rodríguez | Espagne   | Katusha             | 73     |
| 2 | Peter Sagan       | Slovaquie | Liquigas-Cannondale | 50     |
| 3 | Pablo Lastras     | Espagne   | Movistar            | 48     |

### Classement du meilleur grimpeur
|   | Cycliste             | Pays     | Équipe            | Points |
| - | -------------------- | -------- | ----------------- | ------ |
| 1 | Daniel Moreno        | Espagne  | Katusha           | 20     |
| 2 | Matteo Montaguti     | Italie   | AG2R La Mondiale  | 20     |
| 3 | Chris Anker Sørensen | Danemark | Saxo Bank-SunGard | 15     |

### Classement du combiné
|   | Cycliste          | Pays    | Équipe     | Points |
| - | ----------------- | ------- | ---------- | ------ |
| 1 | Daniel Moreno     | Espagne | Katusha    | 7      |
| 2 | Joaquim Rodríguez | Espagne | Katusha    | 11     |
| 3 | Sylvain Chavanel  | France  | Quick Step | 36     |

### Classement par équipes
|   | Équipe       | Pays       | Temps | Temps            |
| - | ------------ | ---------- | ----- | ---------------- |
| 1 | RadioShack   | États-Unis | en    | 96 h 24 min 29 s |
| 2 | Rabobank     | Pays-Bas   | +     | 48 s             |
| 3 | Leopard-Trek | Luxembourg |       | 2 min 7 s        |

## Abandons
- Michał Gołaś (Vacansoleil-DCM) : non-partant
- Tyler Farrar (Garmin-Cervélo) : abandon
- Nicolas Edet (Cofidis) : abandon
- Óscar Freire (Rabobank) : abandon